# Nou-născut

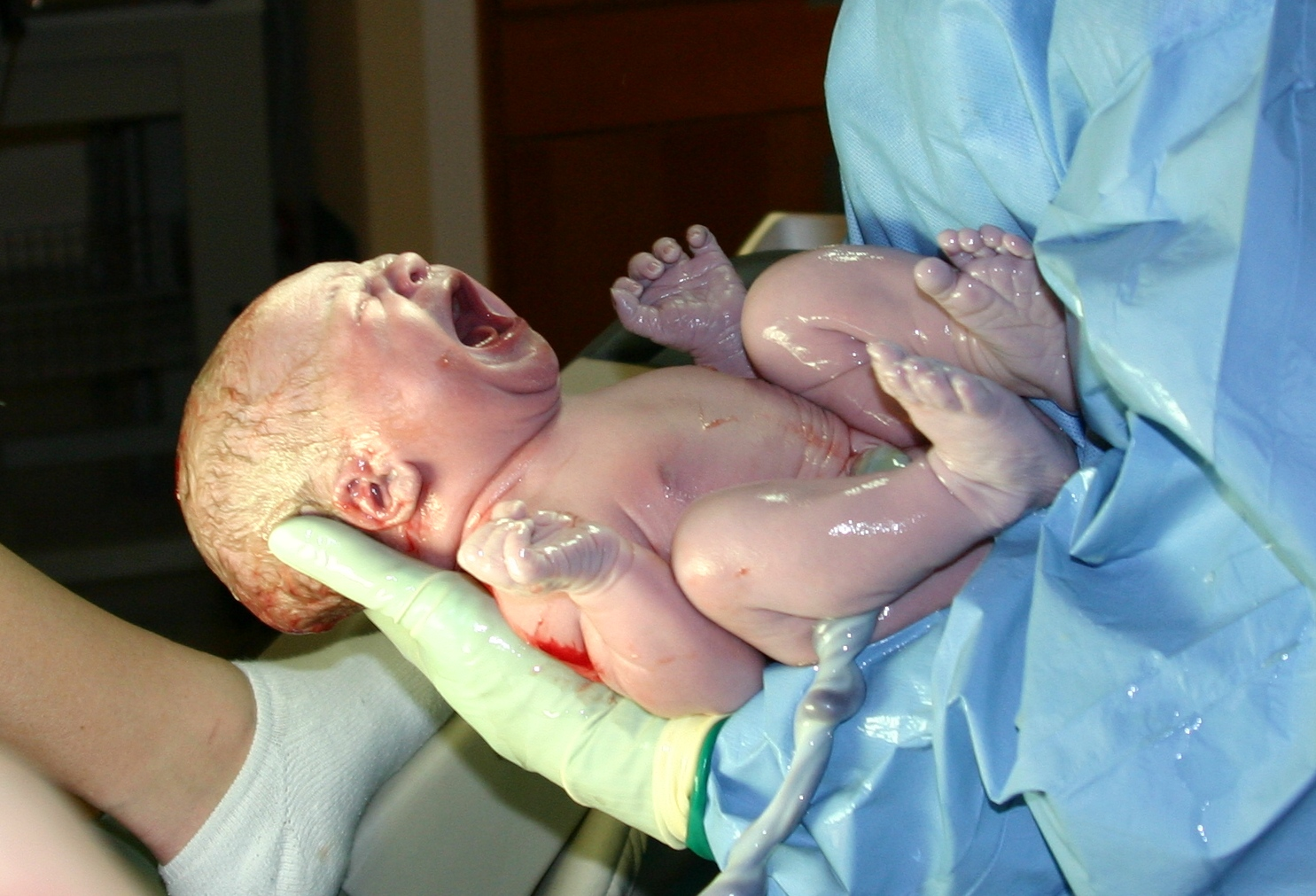
Nou-născut, imediat după naștere, cu cordonul ombilical încă neligaturat

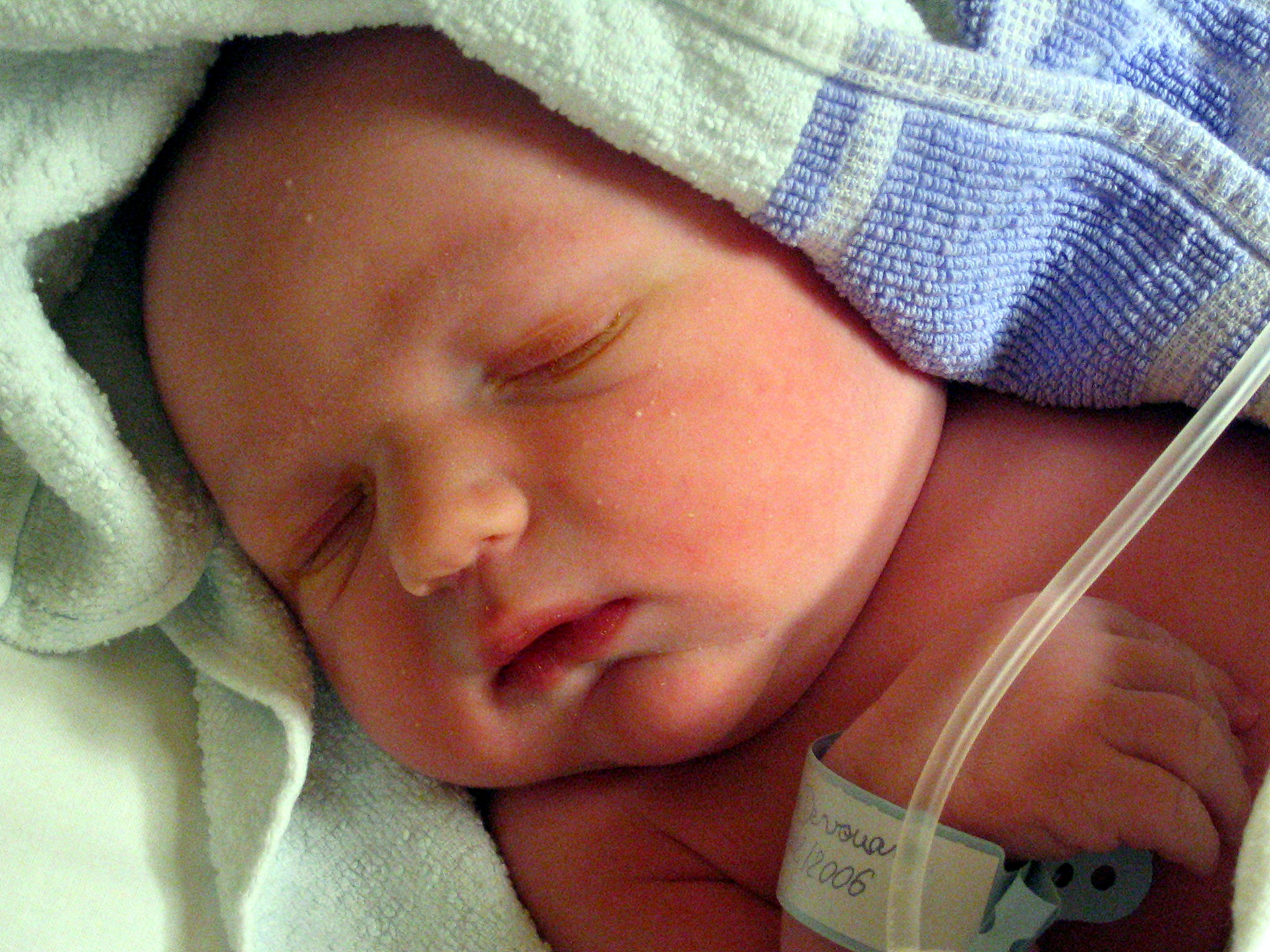
Nou-născut, la 10 minute după naștere

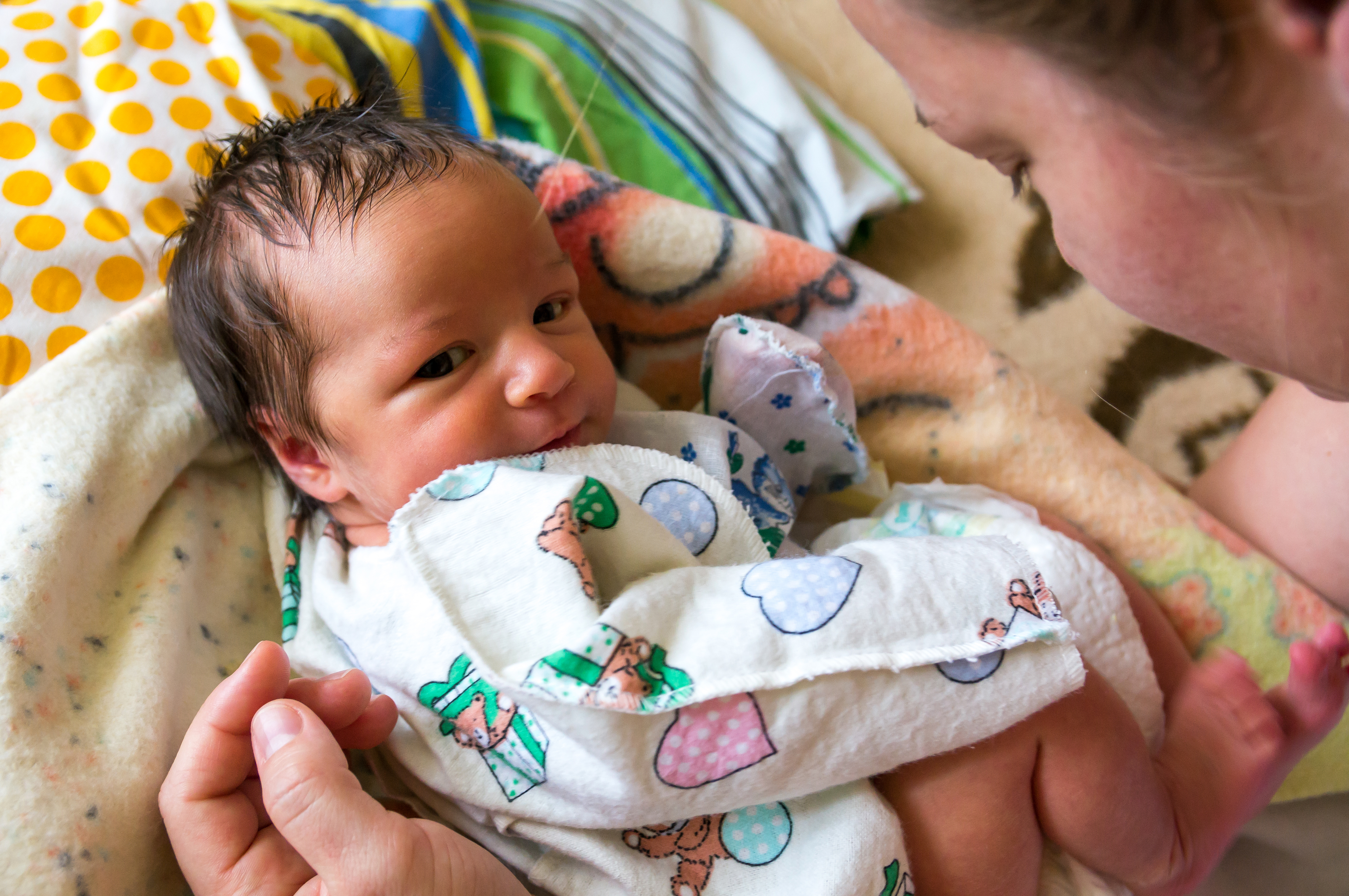
Nou-născut de cinci zile

Perioada de nou-născut este etapa din viața omului cuprinsă între naștere și vârsta de 28 de zile. Este urmată de perioada de sugar. Cu toate că este o etapă scurtă, perioada de nou-născut are consecințe importante pentru tot restul vieții. Organismul este supus efortului de adaptare la un nou mediu de viață, cu numeroase fenomene tranzitorii. Aceasta implică o serie de schimbări rapide, majoritatea predictibile, dar și modificări care pot semnala apariția de fenomene patologice. Patologia acestei perioade poate avea consecințe importante pentru evoluția ulterioară a copilului. În primele patru săptămâni de viață pot fi descoperite majoritatea malformațiilor congenitale și a defectelor genetice. Nu toate anomaliile genetice au manifestări clinice de la naștere, dar o mare parte din acestea pot fi descoperite prin manevre de screening și tratate, pentru a se preveni evoluția lor nefavorabilă. Disciplina medicală care se ocupă de nou-născuți se numește neonatologie.

## Aspect
Imediat după naștere, pielea nou-născutului este subțire și fragilă, de culoare roz-albăstruie. Are resturi sânge pe suprafață și este acoperită de un strat gras, albicios, cremos, numit vernix caseosa, care a avut rol protector în viața intrauterină. Capul este mare în raport cu corpul. Datorită presiunii la care a fost supus în timpul expulziei, suturile pot fi încălecate, conferind un aspect neregulat suprafeței craniului. Fontanela mare (zona moale din creștet), poate fi pulsatorie. Nasul poate fi, uneori, turtit, iar bărbia asimetrică. Pleoapele sunt umflate, iar pe conjunctiva bulbară (albul ochilor) se pot observa mici pete roșii (hemoragii conjunctivale). Sânii și organele genitale pot fi tumefiate, ca efect al hormonilor materni transmiși prin placentă înainte de naștere. 
Toate aceste aspecte dispar în câteva săptămâni de la naștere.

## Botezul nou-născuților
Botezul nou-născuților este necesar în religia catolică. În legătură cu aceasta, afirmă Catehismul Bisericii Catolice: "Născându-se cu o natură umană decăzută și întinată de păcatul strămoșesc, copiii au și ei nevoie de nașterea cea nouă prin Botez (cf DS 1514), ca să fie eliberați de puterea întunericului și să fie strămutați în Împărăția libertății fiilor lui Dumnezeu (cf Col 1,12-14), la care toți oamenii sunt chemați. Pura gratuitate a harului mântuirii se arată în chip deosebit în Botezul copiilor. Biserica și părinții l-ar priva pe copil de harul inestimabil de a deveni fiu al lui Dumnezeu, dacă nu i-ar conferi Botezul la puțin timp după naștere (cf CIC can. 867; CCEO, can. 681; 686,1)".

## Abandonul nou-născutului
Unele mame, care nu își doresc sau nu își pot crește copilul nou-născut, recurg la abandonarea acestuia. Pentru a preveni abandonul bebelușilor în condiții care le-ar pune viața în pericol, unele state oferă mamelor posibilitatea de a-și abandona copiii în anumit condiții, fără a suporta rigorile legii. Trapa pentru copii (sertarul sau coșul pentru bebeluș) (în franceză Tour d'abandon, în germană Babyklappe) este una din aceste opțiuni. Constă într-un ghișeu special al unor așezăminte din unele țări în care, direct de pe stradă, printr-o trapă, mamele pot depune nou-născuții pe care doresc să-i abandoneze, păstrându-și anonimatul.